# Bulbine mesembryanthemoides
Bulbine mesembryanthemoides är en grästrädsväxtart som beskrevs av Adrian Hardy Haworth. Bulbine mesembryanthemoides ingår i släktet bulbiner, och familjen grästrädsväxter. Inga underarter finns listade i Catalogue of Life.

## Bildgalleri

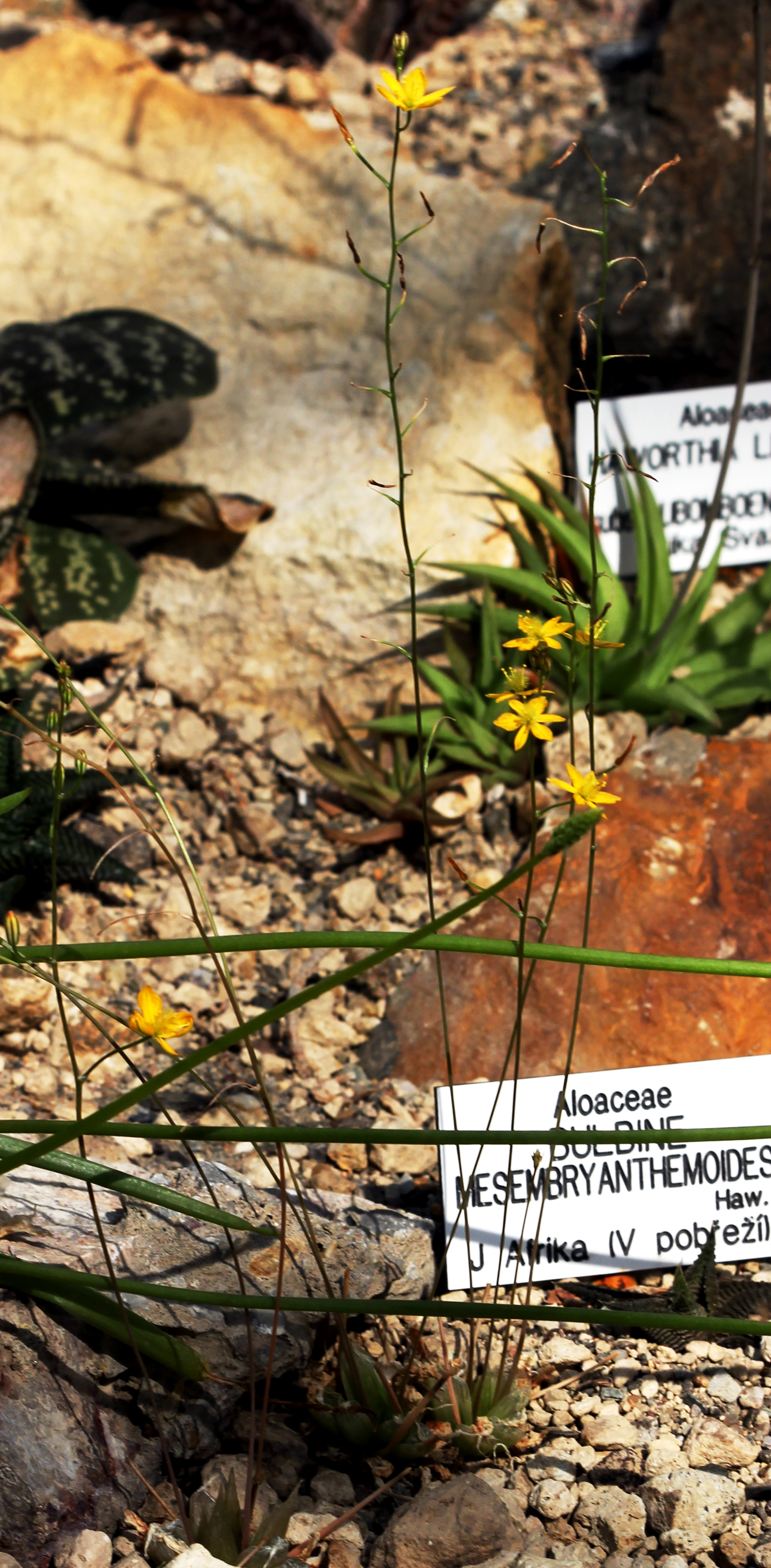
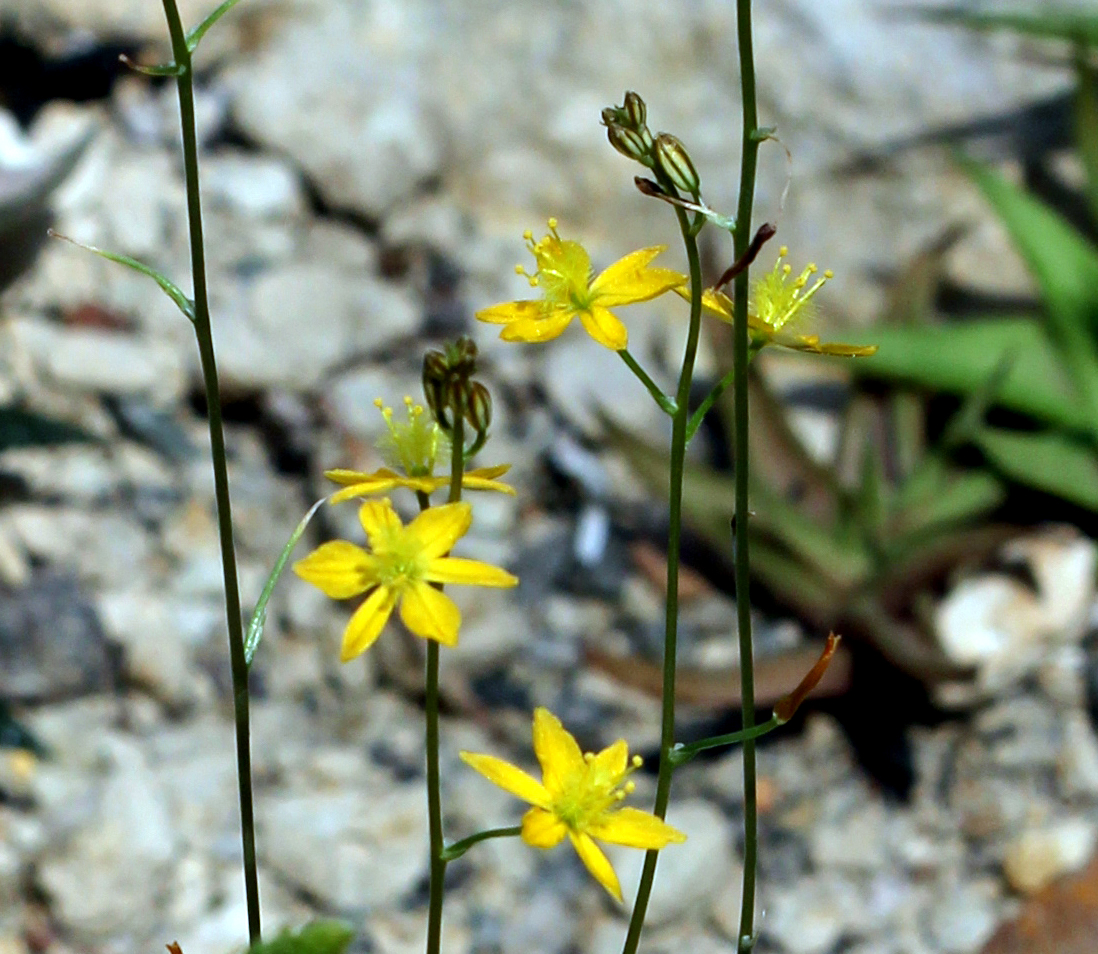